# Nagari Salareh Aia
Nagari Salareh Aia is een bestuurslaag in het regentschap Agam van de provincie West-Sumatra, Indonesië. Nagari Salareh Aia telt 12.746 inwoners (volkstelling 2010).